# الانتخابات في أذربيجان

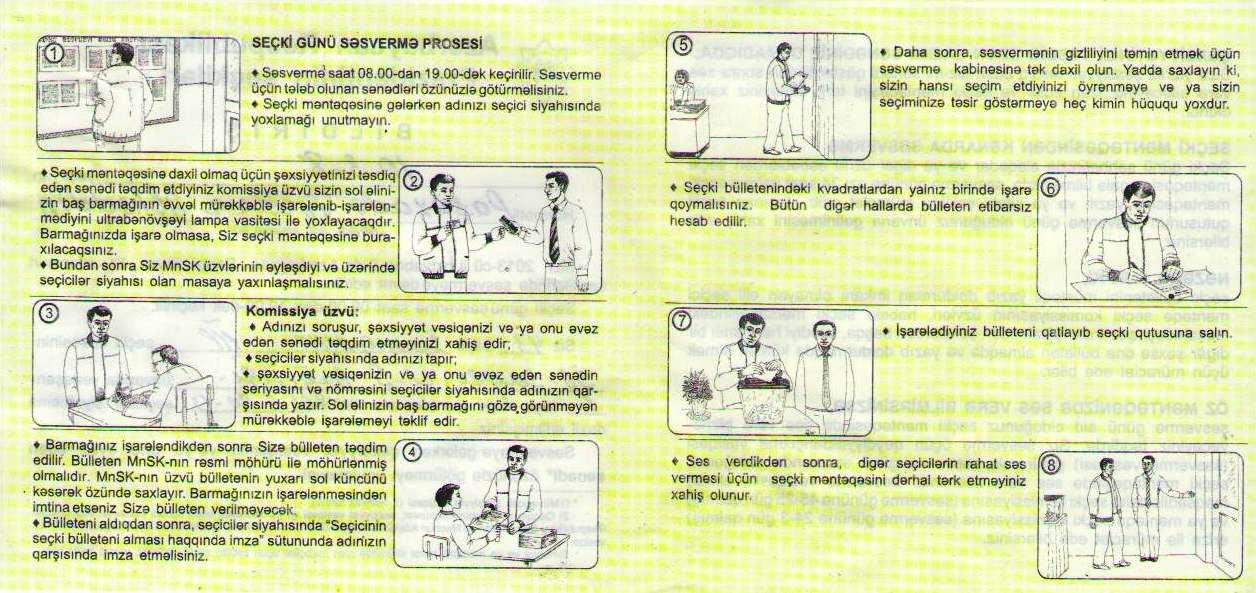
صورة توضيحية طريقه الانتخاب

تنتخب أذربيجان الرئيس والمجلس التشريعي. يُنتخب الرئيس من قبل عموم الشعب لفترة رئاسية مدتها سبع سنوات؛ وقبل استفتاء دستوري في 2009، كان المنصب محدودًا بفترتين فقط. يضم المجلس التشريعي 125 عضوًا. قبل 2005، كان 100 عضو يُنتخبون لفترة تشريعية مدتها 5 سنوات في دوائر انتخابية ذات مقعد واحد، والخمس وعشرون الباقون كانوا ينتخبون بالتمثيل النسبي. منذ 2005 يُنتخب جميع الأعضاء المائة وخمس وعشرون في دوائر انتخابية ذات مقعد واحد. يحق لكل حزب سياسي في أذربيجان نفس الحقوق والفرص في التنافس في الانتخابات كما يحددها الدستور والقوانين المعنية. عُقدت آخر انتخابات تشريعية في 1 نوفمبر 2015، تنافس فيها 767 مرشحًا. وفي 9 أكتوبر 2013 عُقدت آخر انتخابات رئاسية. ومن المقرر عقد الانتخابات الرئاسية القادمة في 11 أبريل 2018.

## استشهادات
1. ↑  "انتخابات "أذربيجان الجديدة" اختبار لتوطيد السلطة". آر تي. 1 نوفمبر 2015. مؤرشف من الأصل في 2019-12-11. اطلع عليه بتاريخ 2018-03-01.
2. ↑  "انتخابات رئاسية مبكرة في أذربيجان في 11 نيسان/إبريل". مونت كارلو الدولية. 5 فبراير 2018. مؤرشف من الأصل في 2018-02-06. اطلع عليه بتاريخ 2018-03-01.